# Akiyoshi Yoshida
Akiyoshi Yoshida (jap. 吉田 昭義, Yoshida Akiyoshi; * 8. September 1966 in der Präfektur Nagasaki) ist ein ehemaliger japanischer Fußballspieler.

## Karriere
Seinen ersten Vertrag unterschrieb er 1985 bei Toyota Motors. Der Verein spielte in der zweithöchsten Liga des Landes, der Japan Soccer League Division 2. 1986/87 wurde er mit dem Verein Vizemeister der Division 2 und stieg in die Division 1 auf. Am Ende der Saison 1987/88 stieg der Verein in die Division 2 ab. 1989/90 wurde er mit dem Verein Vizemeister der Division 2 und stieg in die Division 1 auf. Mit Gründung der Profiliga J.League 1992 und der damit verbundenen Neuorganisation des japanischen Fußballs wurde der Toyota Motors zu Nagoya Grampus Eight. Ende 1994 beendete er seine Karriere als Fußballspieler.